# One (메탈리카의 노래)
〈One〉은 미국의 헤비 메탈 밴드 메탈리카의 곡으로, 밴드의 네 번째 스튜디오 음반 《...And Justice for All》 (1988년)의 세 번째이자 마지막 싱글로 발매되었다. 밴드 멤버 라스 울리히와 제임스 헷필드가 작곡한 이 곡은 제1차 세계 대전 당시 지뢰로 인해 팔, 다리, 턱을 심하게 다쳤고, 눈이 멀었고, 신에게 목숨을 구걸하며 말을 하거나 움직일 수 없는 병사를 묘사하고 있다. 뮤직 비디오에서 그는 병원 직원들과 대화를 시도하면서 침대에서 흔들리며 모스 부호로 "Kill me"라고 철자를 썼다. 이 곡의 프로듀싱은 플레밍 라스무센과 함께 밴드가 맡았다. 이 곡은 빌보드 핫 100에서 35위에 오르며 이 밴드가 미국에서 최초로 차트를 만든 곡이다. 그것은 또한 핀란드에서도 1위를 차지했다.
이 곡의 비디오는 1989년 1월 MTV에서 소개되었다. 마이클 살로몬 감독에 의해 흑백으로 촬영된 이 비디오의 이야기는 1971년 반전 영화 《자니 총을 얻다》에서 찍은 장면들과 잘려져 있다. 뮤직 비디오를 계속 상영하기 위해 로열티 비용을 지불해야 하는 일상 때문에, 메탈리카는 영화의 판권을 구입했다. 이 비디오는 소개되자마자 MTV에서 1위에 올랐다.
메탈리카는 1989년 로스앤젤레스에서 방송된 제31회 그래미 어워드에서 〈One〉을 공연했다. 다음 해, 이 곡은 그래미 어워드 최고의 메탈 퍼포먼스를 수상했는데, 이는 이 부문에서 최초로 수상한 것이다. 이 밴드는 2014년 제56회 그래미 어워드에서 피아니스트 랑랑과 함께 이 곡을 연주하기도 했다. 이 곡은 밴드의 가장 인기 있는 곡들 중 하나이며 음반 발매 이후 라이브 쇼에서 주요 곡으로 남아 있으며 《...And Justice for All》의 가장 많이 연주된 곡이다.

## 녹음 및 구성
〈One〉은 1987년 11월 메탈리카의 주요 작곡가인 제임스 헷필드와 라스 울리히가 작곡했다. 이 곡은 1989년 음반의 세 번째이자 마지막 싱글로 발매되었다. 곡의 처음 20초 동안 전투 테마의 음향 효과 시리즈가 있고, 포격과 헬리콥터가 들리고, 커크 해밋이 클린톤 솔로로 정상에 오르기 전에 헷필드의 클린톤 기타 인트로에서 약간 이어진다. 울리히의 드럼은 각 코러스가 나올 때까지 계속된다. 곡 중간에 해밋의 두 번째 솔로가 있는데, 가사가 잘려나가고 "머신건" 기타가 (더블 베이스 드럼과 함께 연주되는) 차츰 더 무겁고 왜곡될 때까지, 종종 높은 평가를 받는 해밋의 기타 솔로, 해밋과 헷필드의 마지막 듀얼 솔로이다. 이 노래는 4/4박자로 시작되며, 이후 3/4박자는 물론 2/4박자로 시작한다.
1991년 제임스 헷필드는 《기타 월드》와의 인터뷰에서 두 번째 스튜디오 음반인 블랙 메탈의 베놈 곡 〈Buried Alive〉에서 영감을 얻은 아이디어를 바탕으로 곡의 오프닝 B-G 코드 체인지 곡을 작곡했다고 밝혔다.
저는 오랫동안 그 B-G 변조를 만지작거리고 있었습니다. 오프닝에 대한 아이디어는 〈Buried Alive〉라는 베놈의 노래에서 나왔습니다. 마지막에 가까운 킥드럼 기관총 부분은 전쟁 가사를 염두에 두고 쓴 것이 아니라 그냥 그렇게 나온 것입니다. 우리는 마이크 클링크를 프로듀서로 하여 그 음반을 시작했습니다. 잘 안 풀려서 플레밍이 와서 구해주라고 했어요.

이 곡은 부드러운 멜로디로 시작하지만, 여러 섹션을 통해 더 무겁고 스피드 메탈 사운드로 발전하여 커크 해밋의 탭핑 솔로, 해밋과 제임스 헷필드의 듀얼 기타 섹션으로 이어진다.

## 개념
이 노래는 사지와 턱을 모두 잃고 제1차 세계 대전을 배경으로 듣고, 말하고, 볼 수 없는 병사의 생각에 바탕을 두고 있다. 울리히는 1989년 뉴질랜드에서 가진 인터뷰에서 영화 《자니 총을 얻다》를 비슷한 주제를 가지고 있다고 묘사했고, 이것이 이 영화가 비디오에 편입된 이유이기도 했다.

## 곡 목록
| #  | 제목           | 재생 시간 |
| -- | -------------- | --------- |
| 1. | 〈One〉        | 7:24      |
| 2. | 〈The Prince〉 | 4:26      |

| #  | 제목                                 | 재생 시간 |
| -- | ------------------------------------ | --------- |
| 1. | 〈One〉                              | 7:24      |
| 2. | 〈For Whom the Bell Tolls〉 (live)   | 4:48      |
| 3. | 〈Welcome Home (Sanitarium)〉 (live) | 6:06      |

| #  | 제목                      | 재생 시간 |
| -- | ------------------------- | --------- |
| 1. | 〈One〉                   | 7:24      |
| 2. | 〈Seek & Destroy〉 (live) | 8:42      |

| #  | 제목                               | 재생 시간 |
| -- | ---------------------------------- | --------- |
| 1. | 〈One〉 (demo version)             | 7:03      |
| 2. | 〈For Whom the Bell Tolls〉 (live) | 4:48      |
| 3. | 〈Creeping Death〉 (live)          | 8:00      |

| #  | 제목                                 | 재생 시간 |
| -- | ------------------------------------ | --------- |
| 1. | 〈One〉                              | 7:24      |
| 2. | 〈Breadfan〉 (버지 커버)             | 5:43      |
| 3. | 〈For Whom the Bell Tolls〉 (live)   | 4:48      |
| 4. | 〈Welcome Home (Sanitarium)〉 (live) | 6:06      |
| 5. | 〈One〉 (demo version)               | 7:04      |

| #  | 제목           | 재생 시간 |
| -- | -------------- | --------- |
| 1. | 〈One〉        | 7:24      |
| 2. | 〈One〉 (demo) | 7:03      |
| 3. | 〈One〉 (live) | 9:38      |

| #  | 제목           | 재생 시간 |
| -- | -------------- | --------- |
| 1. | 〈One〉 (edit) | 4:59      |
| 2. | 〈One〉 (live) | 9:38      |

| #  | 제목                               | 재생 시간 |
| -- | ---------------------------------- | --------- |
| 1. | 〈One〉 (live)                     | 9:49      |
| 2. | 〈Whiplash〉 (live)                | 4:46      |
| 3. | 〈For Whom the Bell Tolls〉 (live) | 5:50      |
| 4. | 〈Last Caress〉 (live)             | 2:25      |

## 인증
| 국가                                                                                         | 인증 | 판매량/출하량 |
| -------------------------------------------------------------------------------------------- | ---- | ------------- |
| 영국 (BPI) 2008 digital release                                                              | 실버 | 200,000       |
| 미국 (RIAA) Digital                                                                          | 골드 | 500,000*      |
| 미국 (RIAA) Mastertone                                                                       | 골드 | 500,000*      |
| 미국 (RIAA) Physical                                                                         | 골드 | 500,000^      |
| *판매량을 기반으로 한 인증 · ^출하량을 기반으로 한 인증 · 판매량+스트리밍을 기반으로 한 인증 |      |               |